# Stephen Rowbotham
Stephen Rowbotham (ur. 11 listopada 1981 w Swindon) – brytyjski wioślarz, brązowy medalista w wioślarskiej dwójce podwójnej wraz z Matthew Wellsem podczas Letnich Igrzysk Olimpijskich w Pekinie.

## Osiągnięcia
- Mistrzostwa Świata – Gifu 2005 – czwórka podwójna – 7. miejsce[2].
- Mistrzostwa Świata – Eton 2006 – dwójka podwójna – 3. miejsce[1][2].
- Mistrzostwa Świata – Monachium 2007 – dwójka podwójna – 4. miejsce[1][2].
- Igrzyska Olimpijskie – Pekin 2008 – dwójka podwójna – 3. miejsce[1][2].
- Mistrzostwa Świata – Poznań 2009 – dwójka podwójna – 12. miejsce[2].